# Lagenosolenia
Lagenosolenia es un género de foraminífero bentónico de la Subfamilia Ellipsolageninae, de la Familia Ellipsolagenidae, de la Superfamilia Polymorphinoidea, del Suborden Lagenina y del Orden Lagenida. Su especie-tipo es Lagenosolenia soulei. Su rango cronoestratigráfico abarca el Holoceno.

## Discusión
Clasificaciones previas incluían Lagenosolenia en la Superfamilia Nodosarioidea.

## Clasificación
Se han descrito numerosas especies de Lagenosolenia. Entre las especies más interesantes o más conocidas destacan:
- Lagenosolenia soulei

Un listado completo de las especies descritas en el género Lagenosolenia puede verse en el siguiente anexo.